# Línguas de Malta
Malta tem duas línguas oficiais: o maltês e o inglês. O maltês é também a língua nacional.
Depois de ter sido governada por muitos países diferentes no passado, a população maltesa possuem impressões linguísticas de muitos lugares. De acordo com o Eurobarômetro, 98% das pessoas de Malta conseguem falar o maltês, 88% do povo maltês pode falar inglês, 66% falam italiano e, atualmente, mais de 17% dos malteses falam francês. Isso mostra um aumento recente na fluência de várias línguas, uma vez que, em 1995, apenas 98% da população falava maltês, 76% inglês, 36% italiano, e 10% francês. Surpreendentemente, também é visível um aumento na fluência da língua italiana em comparação com o tempo de quando o italiano era uma das línguas oficiais de Malta.
O francês, alemão e espanhol são as outras línguas principais ensinadas nas escolas secundárias.